# Villenbach
Villenbach – miejscowość i gmina w Niemczech, w kraju związkowym Bawaria, w rejencji Szwabia, w regionie Augsburg, w powiecie Dillingen an der Donau, wchodzi w skład wspólnoty administracyjnej Wertingen. Leży na obrzeżach Jury Szwabskiej, około 15 km na południowy wschód od Dillingen an der Donau, nad rzeką Zusam.

## Dzielnice
W skład gminy wchodzą następujące dzielnice:
Riedsend, Villenbach, Wengen.

## Demografia
| Rok  | Liczba mieszk. |
| ---- | -------------- |
| 1970 | 1 098          |
| 1987 | 1 062          |
| 2000 | 1 201          |

## Polityka
Wójtem gminy jest Otmar Ohnheiser, poprzednio urząd ten obejmował Karl Mengele, rada gminy składa się z 12 osób.
|      | FWG Villenbach-Rischgau-Hausen | FWG Wengen-Riedsend | Razem |
| 2008 | 8                              | 4                   | 12    |
| 2002 | 8                              | 4                   | 12    |

## Oświata
W gminie znajdują się dwa przedszkola.